# Iceberg Interactive
Iceberg Interactive est un éditeur de jeux vidéo néerlandais, fondé en 2009.

## Jeux édités
- Adam's Venture 1
- Adam's Venture 2
- Adventures in Terror
- Bee Smart
- Dark Fall: Lights Out
- Dark Fall : Les Âmes perdues
- Darkness Within
- Darkness Within 2
- Dracula Trilogy
- Endless Space
- Golem
- Killing Floor
- Ninja Blade
- Pax Nova
- Poker Simulator
- Red Orchestra
- Restaurant Empire 2
- Return to Mysterious Island 2
- Sail Simulator 2010
- Ship Simulator 2008
- Stars in Shadow
- Still Life 2
- Syberia Collection
- Zeno Clash